# Club Balonmano Zamora
El Club Balonmano Zamora, conocido por motivos de patrocinio como BM Zamora Enamora, es un club español de balonmano de la ciudad de Zamora, España. Fue fundado en 2001 y actualmente participa en División de Honor Plata.

## Organigrama deportivo

### Jugadores
| Nº | Nombre           | Edad | Posición          | Altura (m) |
| -- | ---------------- | ---- | ----------------- | ---------- |
| 1  | Víctor Doval     | 22   | Portero           | 1.86       |
| 4  | Andrés Pérez     | 28   | Central           | 1.80       |
| 15 | Raúl Maide       | 24   | Central           | 1.80       |
| 10 | Jorge Martín     | 39   | Lateral izquierdo | 1.90       |
| 11 | Iker Elola       | 22   | Lateral izquierdo | 1.88       |
| 25 | Anderson Silva   | 35   | Lateral izquierdo | 1.86       |
| 19 | Guillermo García | 34   | Lateral derecho   | 1.82       |
|    | Tobías Bara      | 22   | Lateral derecho   | 1.87       |
| 6  | Pablo Cubillas   | 25   | Extremo izquierdo | 1.70       |
| 3  | Marco Torres     | 19   | Extremo derecho   |            |
| 7  | David Gallego    | 20   | Extremo derecho   |            |
|    | Sergio Casares   | 20   | Extremo derecho   | 1.70       |
| 5  | Fernando Ruiz    | 39   | Pivote            | 1.92       |
| 14 | Miguel Magariño  | 24   | Pivote            | 1.80       |
|    | Feliz Samassolo  | 27   | Pivote            | 1.90       |

### Traspasos
Traspasos para la temporada 2023–24
Altas
- Feliz Samassolo (PI) desde ( Dom Fuas AC)
- Tobías Bara (LD) desde ( SAG Lomas)
- Sergio Casares (ED) desde ( BM Nava)

Bajas
- Jaime González (ED) al ( BM Burgos)
- Benjamín Illesca (PI) al ( Agustinos Alicante)
- Luis Horcajada (EI) al ( BM Triana)
- Rubén Etayo (PI) al ( BM Cisne)
- David Mach (PO)
- Claudio Carneiro (CE)
- Francisco Bellia (LI)

### Cuerpo técnico
- Entrenador:
- Ayte. Entrenador:
- Delegado:
- Delegado de campo:
- Fisioterapeuta:
- Médico:

## Historia
El Club Balonmano Zamora se fundó en el año 2001 siendo la refundación del antiguo club de balonmano de la ciudad, desaparecido 10 años antes, en 1991. Los fundadores, un grupo de aficionados zamoranos al balonmano perseguían como objetivo devolver a la ciudad de Zamora la afición por este deporte y esa fue la misión del club en sus primeros años de vida. Unos años complicados en los que se trató de cimentar una estructura sólida para asentar la entidad y afrontar en un futuro mayores retos.  
El primer logro importante llega en la temporada 2007/2008, cuando el por entonces llamado Inzamac Zamora se proclama campeón de 2.ª División estatal pero pese a ganar la liga regular no consigue el ascenso en el play-off. La temporada siguiente (2008/2009) el club vuelve a jugar en 2.ª División estatal y en esta ocasión se clasifica segundo en liga regular obteniendo el subcampeonato. Con el derecho a disputar la fase de ascenso por segundo año consecutivo tras una gran temporada, el equipo pistacho viajó a Vigo para intentar sellar el salto de categoría. Esta vez la suerte sí estuvo de cara para el equipo zamorano en el play-off y se conseguía el ansiado ascenso a 1.ª División estatal tras vencer al Villa de Ingenio canario (28-30), al anfitrión Seis do Nadal (26-27) y empatar con el Egía vasco (31-31). 
La temporada 2009/2010 siendo recién ascendido se salda con un 4.º puesto en 1.ª División estatal. En la 2010/2011 el equipo queda 10.º en la tabla. Entonces se da un paso adelante y el club empieza a creer en la posibilidad de dar un nuevo salto de categoría. En la temporada 2011/2012 se compite al máximo nivel, el equipo logra un meritorio 3.er puesto y por primera vez ve crecidas sus aspiraciones en 1.ª estatal, luchando en la parte alta de la clasificación por el ascenso a Plata.  
Ascenso a División de Honor Plata
La siguiente temporada 2012/2013 marca un antes y un después. Llega el nuevo patrocinador MMT Seguros y el cuadro pistacho se clasifica 1.º en liga regular proclamándose campeón de 1.ª División estatal, consiguiendo así billete para la fase de ascenso que se disputaría en Soria. Allí se consigue el hito de ascender a División de Honor Plata por primera vez en la historia del club. En la fase de ascenso los guerreros de Viriato vencieron con claridad en los 3 partidos disputados. Derrotaron 33-29 a Handbol Bordils, 26-24 a Benidorm y 25-31 a BM Soria, lo que supuso culminar una temporada inmaculada: campeón de liga y campeón de la liguilla de ascenso.
Ascenso a la Liga ASOBAL por primera vez
El debut en Plata se presupone complicado con el objetivo de conseguir la permanencia como única meta. Pero de nuevo el destino tenía preparada una gran sorpresa para el MMT Seguros Zamora. El modesto equipo zamorano sin experiencia en la división de Plata se preparaba para lo que se esperaba, un largo periodo de adaptación a la categoría. Sin embargo fue una temporada de ensueño, el equipo pistacho se erigió como la revelación de la liga y sin esperarlo se asentó en los primeros puestos de la tabla. Un trabajo colosal y mucho esfuerzo fueron los culpables de la enorme temporada que el club realizó. Siendo un recién ascendido el cuadro zamorano acabó la temporada 2013/2014 en la 2.ª posición de la clasificación, esto supuso conseguir el ascenso por primera vez en la historia del Club Balonmano Zamora a la Liga ASOBAL. Un sueño hecho realidad en el pabellón de La Albericia de Santander, donde el MMT Seguros venció y selló el ascenso en la última jornada del campeonato por un contundente 27-37 al GO FIT Sinfín. La temporada se saldó con 39 puntos en 30 partidos, 18 victorias, 3 empates y 9 derrotas. Se llegó a la élite trece años después de la fundación del club, con dos ascensos consecutivos en las últimas dos temporadas. 
Debut en ASOBAL y vuelta a Plata
El MMT Seguros Zamora se preparó para el debut en ASOBAL en la temporada 2014/2015 cambiando el pabellón Manuel Camba por el Ángel Nieto. Renovó a la mayoría de la plantilla siendo ésta una de las señas de identidad del club, como cada año la filosofía fue mantener la base con pocos retoques. Y es que de los hombres que consiguieron el ascenso a la élite varios formaban ya parte del club cuando se jugaba en 2.ª División estatal (cuarta categoría en el sistema de ligas del balonmano español) como por ejemplo Jortos u Octavio ambos en el club desde 2005 o Carletes e Iñaki ambos en el club desde el año de su fundación. Fue una temporada complicada y exigente para los hombres de Eduardo García Valiente, el nivel de competición era muy alto y el club estableció como único objetivo la salvación. Esta vez no hubo sorpresas y el equipo pistacho se mantuvo en la zona baja de la tabla como se esperaba al iniciar la campaña. A pesar de conseguir prestigiosas victorias como la cosechada en "La Catedral" ante Anaitasuna por 27-28 o la victoria en Granollers por 20-24 el cuadro zamorano perdió la categoría, finalizando en 15.ª posición y quedando a tan solo 2 puntos de los puestos de permanencia. Octavio Magadán fue elegido al término de la competición como mejor debutante de la Liga ASOBAL.  
Tras el fugaz paso por la élite Zamora llegaba de nuevo a Plata, pero esta vez como recién descendido. Ya no era un equipo sorpresa si no un equipo confirmado como uno de los fuertes, reconocido y respetado con una base asentada y estabilidad para competir por cotas altas. Para esta temporada 2015/2016 se pudo renovar al grueso de la plantilla y así formar un equipo para aspirar a ascender de nuevo a ASOBAL. El equipo consigue un 4.º puesto con 41 puntos y obtiene pase para el play-off de ascenso. La fase se disputa en Artaleku (Irún) donde en la semifinal Zamora se deshace de Palma del Río por 17-22. En la final esperaba Bidasoa Irún, el histórico equipo guipuzcoano que ejercía de anfitrión. Venció el que partía con la vitola de favorito a pesar de que los Guerreros de Viriato dieron la cara hasta el final (25-21). El MMT Seguros Zamora llegó hasta el partido definitivo por el ascenso y se quedó a las puertas de la gloria.  
Segundo ascenso a la Liga ASOBAL y segundo descenso
Comenzaba la temporada 2016/2017, la segunda consecutiva en Plata otra vez con miras altas y con una plantilla muy competitiva. El equipo no defraudó y se clasificó de nuevo como 4.º con 42 puntos después de estar liderando la tabla en varias jornadas. Durante la segunda vuelta el equipo estuvo siempre entre la segunda y la tercera posición, peleando por ser segundo clasificado y así organizar en el pabellón Ángel Nieto la fase de ascenso. Un desafortunado tramo final no lo permitió, aunque tan solo se quedó a 1 punto del Palma del Río que consiguió 43 puntos y la segunda plaza de la clasificación. Se llegaba a la fase de ascenso más igualada de los últimos tiempos. La sede fue el pabellón "El Pandero" de Palma del Río. El equipo cordobés que partía como anfitrión y ligero favorito para el ascenso se deshizo de Alcobendas en su semifinal (29-24), mientras que el cuadro zamorano ganó a Torrelavega en la otra semifinal (28-25). Como era de suponer llegaban a la final por el ascenso los dos mejores equipos de la categoría después del ya ascendido Teucro como primer clasificado. El partido fue muy igualado y disputado, con un marcador muy bajo fruto del trabajo defensivo de ambos equipos y los nervios que llevaron a la precipitación constante en los ataques. El Balonmano Zamora se llevó el triunfo por la mínima (17-18) y consiguió derrotar a Palma en su propia cancha para conseguir un meritorio ascenso con todo en contra. Zamora alcanzó la gloria, de nuevo a la élite, de nuevo en ASOBAL por segunda vez en la historia del club donde acabó en el penúltimo puesto en la temporada 2017/2018 haciendo que el equipo volviera a descender a Plata.
El crecimiento del club con el paso de los años ha sido muy notable, no solo en lo deportivo escalando categorías hasta llegar a la élite, sino también en el ámbito social. El club ha aumentando su cantera desde los 40 hasta los 400 jugadores en la base y su masa social ha crecido año tras año hasta sobrepasar los 500 socios.

## Pabellón
El Club Balonmano Zamora disputa sus partidos como local en el pabellón Ángel Nieto, inaugurado en 1973 y con capacidad para 2.200 espectadores. Anteriormente lo hizo en el pabellón Manuel Camba hasta la temporada 2013/2014. Es a partir de la 2014/2015 con el ascenso a ASOBAL cuando se empieza a utilizar el hogar actual del club, debido principalmente al aforo ya que el Ángel Nieto puede acoger más afluencia de público y se ajusta mejor a las condiciones de la competición. Desde su inauguración ha sufrido numerosas reformas.